# Тимашева, Татьяна Николаевна
Татьяна Николаевна Тимашева (2 ноября 1891, Санкт-Петербург — 21 сентября 1950, Нью-Йорк) — русская поэтесса и прозаик, участница Первой Мировой войны, сестра милосердия, награждённая несколькими медалями, в том числе — Георгиевской медалью «За храбрость».

## Биография
Родилась 02.11.1891 года в семье промышленника Н. П. Рузского. Окончила Киевскую гимназию Дучинской с золотой медалью и учительский институт в Петербурге. Работала сельской учительницей. Увлекалась музыкой, переписывалась с молодым композитором С. С. Прокофьевым.
После начала Первой Мировой войны Татьяна Рузская вернулась в Петроград, окончила курсы сестёр милосердия при Кауфманской общине. Добилась отправки на фронт и служила на передовой. Вынесла с поля боя более ста раненых русских солдат и офицеров. Награждена Серебряной нагрудной медалью на Анненской ленте (Пр. № 1204, 15 сентября 1915 г.), Золотой нагрудной медалью на Анненской ленте (Пр. № 1866, 6 сентября 1916 г.), Георгиевская медаль «За храбрость» 4-й степени (№ 835301 пр. по VIII армии 29 октября 1916 года, № 1996). После октябрьского переворота в 1918 году арестована большевиками и содержалась в тюрьме., о чем впоследствии написала воспоминания.
В 1919 году поступила на экономический факультет Петроградского политехнического института. Жила в квартире своего дяди Дмитрия Павловича Рузского — ректора ППИ по адресу: Лесное, дорога в Сосновку, д. 1 (ныне Политехническая ул, д. 29, 1-й профессорский корпус), где в 1920 году познакомилась с молодым профессором ППИ Н. С. Тимашевым, за которого через год вышла замуж. В 1921 году, чудом избежав ареста по т. н. «делу Таганцева», семья Тимашевых бежала в Финляндию, откуда через Чехословакию и Германию перебрались в Париж, где Николай Сергеевич преподавал в Сорбонне. Квартира Тимашевых стала настоящим центром культурной жизни русской эмиграции. Для развлечения гостей Татьяна Николаевна издавала рукописный журнал, в котором публиковала свои стихи. Однажды в гости к Тимашевым зашел выдающийся русский писатель В. В. Набоков. Прочитав журнал, он настоятельно порекомендовал Татьяне Николаевне публиковаться. Первые стихи начинающей поэтессы Т. Тимашевой появились в русском журнале «Возрождение» в Париже. Всего в русской периодической печати были опубликованы более 150 стихотворений Тимашевой. В 1939 году семья Тимашевых переехала в США. Там Татьяна Николаевна печаталась под псевдонимом С. Горлова. Публиковалась в «Новом журнале» (Нью Йорк), 20 стихотворений Тимашевой вошли в сборник «Четырнадцать». После смерти супруги в 1950 году Николай Сергеевич Тимашев издал сборник её стихов «Избранные произведения». Российские читатели с творчеством Татьяны Тимашевой (С. Горловой) — замечательного поэта русского зарубежья, смогли познакомиться только в постсоветские годы. Её стихи вошли в антологии «На Западе» и «Вернуться в Россию стихами».
Похоронена на кладбище Свято-Троицкой обители, Джорданвилл, США.